# Pluriculturalismo
Pluriculturalismo é uma abordagem do eu e dos outros como seres complexos e ricos que agem e reagem a partir da perspectiva de múltiplas identificações e experiências que se combinam para compor seu repertório pluricultural. Identidade ou identidades são subprodutos de experiências em diferentes culturas e com pessoas com diferentes repertórios culturais. Como efeito, múltiplas identificações criam uma personalidade única em vez de ou mais do que uma identidade estática. O pluriculturalismo de um indivíduo inclui sua própria diversidade cultural e sua consciência e experiência com a diversidade cultural dos outros. Pode ser influenciado pelo seu trabalho ou trajetória profissional, localização geográfica, história familiar e mobilidade, viagens de lazer ou profissionais, interesses pessoais ou experiência com a mídia. 
O termo competência pluricultural é uma consequência da ideia de plurilinguismo. Há uma distinção entre pluriculturalismo e multiculturalismo.
A Espanha tem sido referida como um país pluricultural, devido aos seus nacionalismos e regionalismos.